# Liekės apylinkės
Liekės apylinkės este o arie protejată (sit de importanță comunitară — SCI) din Lituania întinsă pe o suprafață de 73,42 ha, integral pe uscat.

## Localizare
Centrul sitului Liekės apylinkės este situat la coordonatele 55°00′00″N 23°34′16″E / 55°N 23.5712°E.

## Înființare
Situl Liekės apylinkės a fost declarat sit de importanță comunitară în decembrie 2020 pentru a proteja un număr necunoscut de specii din flora spontană și fauna sălbatică aflate în arealul zonei.

## Biodiversitate
Situată în ecoregiunea boreală, aria protejată conține 2 habitate naturale: Păduri fino-scandinave bogate în ierburi cu Picea abies, Păduri pe pante, grohotișuri și ravene de Tilio-Acerion.
La baza desemnării sitului se află un număr nedeclarat de specii protejate.